# Vandmanden (stjernebillede)
 For alternative betydninger, se Vandmanden. (Se også artikler, som begynder med Vandmanden)
Vandmanden (Aquarius) er et stjernebillede, som er fuldt synligt fra 65°N til 86°S. 
Stjernebilledet rummer bl.a. Helixtågen, som muligvis er den planetariske tåge der ligger nærmest Jorden.